# Pedro Pauleta
Pedro Miguel Carreiro Resendes, ook wel Pauleta genoemd (Ponta Delgada, 28 april 1973) is een voormalig Portugees voetballer. Hij speelde voor onder andere voor Deportivo La Coruña, Girondins de Bordeaux en de laatste seizoenen voor Paris Saint-Germain. Op 19 juni 2008 maakte hij bekend dat hij per direct zijn schoenen aan de wilgen gehangen had.

## Clubvoetbal
Na in 1994/95 te hebben gespeeld bij het kleine União Micaelense, verkaste Pauleta in het seizoen 1995-1996 in eigen land bij GD Estoril-Praia. In 1996 vertrok hij naar het Spaanse UD Salamanca. Daar werd Pauleta in het seizoen 1997-1998 topscorer van de Segunda División A met 19 goals. Bovendien promoveerde UD Salamanca naar de Primera División. In 1998 vertrok Pauleta naar Deportivo La Coruña. Met die club werd de Portugese spits in 2000 landskampioen.
Via Girondins de Bordeaux (2000-2003) kwam Pauleta uiteindelijk bij Paris Saint-Germain terecht, dat reeds enkele seizoenen een goalgetter nodig had. Met Pauleta haalde de club uit Parijs uiteindelijk toch een vlotscorende aanvaller binnen. In 2004 werd Pauleta met PSG vicekampioen en winnaar van de Coupe de France. Bovendien werd hij in zowel 2006 als 2007 topscorer van de Ligue 1.

### Clubstatistieken
| seizoen | club                   | land               | competitie         | duels | goals |
| ------- | ---------------------- | ------------------ | ------------------ | ----- | ----- |
| 1995/96 | GD Estoril-Praia       | Vlag van Portugal  | Liga de Honra      | 30    | 19    |
| 1996/97 | UD Salamanca           | Vlag van Spanje    | Segunda División A | 37    | 19    |
| 1997/98 | UD Salamanca           | Vlag van Spanje    | Primera División   | 34    | 15    |
| 1998/99 | Deportivo de La Coruña | Vlag van Spanje    | Primera División   | 28    | 10    |
| 1999/00 | Deportivo de La Coruña | Vlag van Spanje    | Primera División   | 30    | 8     |
| 2000/01 | Girondins Bordeaux     | Vlag van Frankrijk | Ligue 1            | 28    | 20    |
| 2001/02 | Girondins Bordeaux     | Vlag van Frankrijk | Ligue 1            | 33    | 22    |
| 2002/03 | Girondins Bordeaux     | Vlag van Frankrijk | Ligue 1            | 36    | 23    |
| 2003/04 | Paris Saint-Germain    | Vlag van Frankrijk | Ligue 1            | 37    | 18    |
| 2004/05 | Paris Saint-Germain    | Vlag van Frankrijk | Ligue 1            | 35    | 14    |
| 2005/06 | Paris Saint-Germain    | Vlag van Frankrijk | Ligue 1            | 36    | 21    |
| 2006/07 | Paris Saint-Germain    | Vlag van Frankrijk | Ligue 1            | 34    | 15    |
| 2007/08 | Paris Saint-Germain    | Vlag van Frankrijk | Ligue 1            | 27    | 8     |
| Totaal  | Totaal                 | Totaal             | Totaal             | 398   | 204   |

Laatst bijgewerkt: 19-06-2008

## Nationaal elftal
Pedro Pauleta, die nooit voor een grote Portugese club had gespeeld, was zeer succesvol voor het Portugees nationaal elftal. Hij nam deel aan de WK's van 2002 en 2006 en het EK van 2004. De aanvaller speelde 88 interlands en met 47 goals staat Pauleta tweede op de all-time topscorerlijst van het Portugese elftal achter Cristiano Ronaldo. Na het WK 2006, waarop Portugal de vierde plaats haalde, stopte Pauleta als international.
| Interlands van Pedro Pauleta voor Portugal | Interlands van Pedro Pauleta voor Portugal | Interlands van Pedro Pauleta voor Portugal | Interlands van Pedro Pauleta voor Portugal | Interlands van Pedro Pauleta voor Portugal | Interlands van Pedro Pauleta voor Portugal |
| №                                          | Datum                                      | Wedstrijd                                  | Uitslag                                    | Competitie                                 | Goals                                      |
| ------------------------------------------ | ------------------------------------------ | ------------------------------------------ | ------------------------------------------ | ------------------------------------------ | ------------------------------------------ |
| 1                                          | 20 Aug 1997                                | Portugal – Armenië                         | 3–1                                        | WK-kwalificatie                            |                                            |
| 2                                          | 06 Sep 1997                                | Duitsland – Portugal                       | 1–1                                        | WK-kwalificatie                            |                                            |
| 3                                          | 11 Oct 1997                                | Portugal – Noord-Ierland                   | 1–0                                        | WK-kwalificatie                            |                                            |
| 4                                          | 18 Nov 1998                                | Portugal – Israël                          | 2–0                                        | Vriendschappelijk                          |                                            |
| 5                                          | 10 Feb 1999                                | Portugal – Nederland                       | 0–0                                        | Vriendschappelijk                          |                                            |
| 6                                          | 26 Mar 1999                                | Portugal – Azerbeidzjan                    | 7–0                                        | EK-kwalificatie                            | Goal · Goal                                |
| 7                                          | 31 Mar 1999                                | Liechtenstein – Portugal                   | 0–5                                        | EK-kwalificatie                            |                                            |
| 8                                          | 18 Aug 1999                                | Portugal – Andorra                         | 4–0                                        | Vriendschappelijk                          | Goal                                       |
| 9                                          | 04 Sep 1999                                | Azerbeidzjan – Portugal                    | 1–1                                        | EK-kwalificatie                            |                                            |
| 10                                         | 08 Sep 1999                                | Roemenië – Portugal                        | 1–1                                        | EK-kwalificatie                            |                                            |
| 11                                         | 10 Oct 1999                                | Portugal – Hongarije                       | 3–0                                        | EK-kwalificatie                            |                                            |
| 12                                         | 29 Mar 2000                                | Portugal – Denemarken                      | 2–1                                        | Vriendschappelijk                          |                                            |
| 13                                         | 26 Apr 2000                                | Italië – Portugal                          | 2–0                                        | Vriendschappelijk                          |                                            |
| 14                                         | 02 Jun 2000                                | Portugal – Wales                           | 3–0                                        | Vriendschappelijk                          |                                            |
| 15                                         | 20 Jun 2000                                | Portugal – Duitsland                       | 3–0                                        | EK-eindronde                               |                                            |
| 16                                         | 16 Aug 2000                                | Portugal – Litouwen                        | 5–1                                        | Vriendschappelijk                          | Goal                                       |
| 17                                         | 03 Sep 2000                                | Estland – Portugal                         | 1–3                                        | WK-kwalificatie                            |                                            |
| 18                                         | 07 Oct 2000                                | Portugal – Ierland                         | 1–1                                        | WK-kwalificatie                            |                                            |
| 19                                         | 11 Oct 2000                                | Nederland – Portugal                       | 0–2                                        | WK-kwalificatie                            | Goal                                       |
| 20                                         | 15 Nov 2000                                | Portugal – Israël                          | 2–1                                        | Vriendschappelijk                          |                                            |
| 21                                         | 28 Feb 2001                                | Portugal – Andorra                         | 3–0                                        | WK-kwalificatie                            | Goal                                       |
| 22                                         | 28 Mar 2001                                | Portugal – Nederland                       | 2–2                                        | WK-kwalificatie                            | Goal                                       |
| 23                                         | 25 Apr 2001                                | Frankrijk – Portugal                       | 4–0                                        | Vriendschappelijk                          |                                            |
| 24                                         | 02 Jun 2001                                | Ierland – Portugal                         | 1–1                                        | WK-kwalificatie                            |                                            |
| 25                                         | 06 Jun 2001                                | Portugal – Cyprus                          | 6–0                                        | WK-kwalificatie                            | Goal · Goal                                |
| 26                                         | 15 Aug 2001                                | Portugal – Moldavië                        | 3–0                                        | Vriendschappelijk                          |                                            |
| 27                                         | 01 Sep 2001                                | Andorra – Portugal                         | 1–7                                        | WK-kwalificatie                            | Goal                                       |
| 28                                         | 05 Sep 2001                                | Cyprus – Portugal                          | 1–3                                        | WK-kwalificatie                            | Goal                                       |
| 29                                         | 06 Oct 2001                                | Portugal – Estland                         | 5–0                                        | WK-kwalificatie                            | Goal                                       |
| 30                                         | 14 Nov 2001                                | Portugal – Angola                          | 5–1                                        | Vriendschappelijk                          |                                            |
| 31                                         | 13 Feb 2002                                | Spanje – Portugal                          | 1–1                                        | Vriendschappelijk                          |                                            |
| 32                                         | 27 Mar 2002                                | Portugal – Finland                         | 1–4                                        | Vriendschappelijk                          |                                            |
| 33                                         | 17 Apr 2002                                | Portugal – Brazilië                        | 1–1                                        | Vriendschappelijk                          |                                            |
| 34                                         | 25 May 2002                                | China – Portugal                           | 0–2                                        | Vriendschappelijk                          | Goal                                       |
| 35                                         | 05 Jun 2002                                | Verenigde Staten – Portugal                | 3–2                                        | WK-eindronde                               |                                            |
| 36                                         | 10 Jun 2002                                | Portugal – Polen                           | 4–0                                        | WK-eindronde                               | Goal · Goal · Goal                         |
| 37                                         | 14 Jun 2002                                | Zuid-Korea – Portugal                      | 1–0                                        | WK-eindronde                               |                                            |
| 38                                         | 07 Sep 2002                                | Engeland – Portugal                        | 1–1                                        | Vriendschappelijk                          |                                            |
| 39                                         | 12 Oct 2002                                | Portugal – Tunesië                         | 1–1                                        | Vriendschappelijk                          | Goal                                       |
| 40                                         | 16 Oct 2002                                | Zweden – Portugal                          | 2–3                                        | Vriendschappelijk                          |                                            |
| 41                                         | 20 Nov 2002                                | Portugal – Schotland                       | 2–0                                        | Vriendschappelijk                          | Goal · Goal                                |
| 42                                         | 12 Feb 2003                                | Italië – Portugal                          | 1–0                                        | Vriendschappelijk                          |                                            |
| 43                                         | 29 Mar 2003                                | Portugal – Brazilië                        | 2–1                                        | Vriendschappelijk                          | Goal                                       |
| 44                                         | 02 Apr 2003                                | Macedonië – Portugal                       | 0–1                                        | Vriendschappelijk                          |                                            |
| 45                                         | 30 Apr 2003                                | Nederland – Portugal                       | 1–1                                        | Vriendschappelijk                          |                                            |
| 46                                         | 06 Jun 2003                                | Portugal – Paraguay                        | 0–0                                        | Vriendschappelijk                          |                                            |
| 47                                         | 10 Jun 2003                                | Portugal – Bolivia                         | 4–0                                        | Vriendschappelijk                          |                                            |
| 48                                         | 20 Aug 2003                                | Portugal – Kazachstan                      | 1–0                                        | Vriendschappelijk                          |                                            |
| 49                                         | 06 Sep 2003                                | Portugal – Spanje                          | 0–1                                        | Vriendschappelijk                          |                                            |
| 50                                         | 10 Sep 2003                                | Noorwegen – Portugal                       | 0–1                                        | Vriendschappelijk                          | Goal                                       |
| 51                                         | 11 Oct 2003                                | Portugal – Albanië                         | 5–3                                        | Vriendschappelijk                          | Goal                                       |
| 52                                         | 15 Nov 2003                                | Portugal – Griekenland                     | 1–1                                        | Vriendschappelijk                          | Goal                                       |
| 53                                         | 19 Nov 2003                                | Portugal – Koeweit                         | 8–0                                        | Vriendschappelijk                          | Goal · Goal · Goal · Goal                  |
| 54                                         | 18 Feb 2004                                | Portugal – Engeland                        | 1–1                                        | Vriendschappelijk                          | Goal                                       |
| 55                                         | 31 Mar 2004                                | Portugal – Italië                          | 1–2                                        | Vriendschappelijk                          |                                            |
| 56                                         | 28 Apr 2004                                | Portugal – Zweden                          | 2–2                                        | Vriendschappelijk                          | Goal                                       |
| 57                                         | 05 Jun 2004                                | Portugal – Litouwen                        | 4–1                                        | Vriendschappelijk                          | Goal                                       |
| 58                                         | 12 Jun 2004                                | Portugal – Griekenland                     | 1–2                                        | EK-eindronde                               |                                            |
| 59                                         | 16 Jun 2004                                | Portugal – Rusland                         | 2–0                                        | EK-eindronde                               |                                            |
| 60                                         | 20 Jun 2004                                | Portugal – Spanje                          | 1–0                                        | EK-eindronde                               |                                            |
| 61                                         | 30 Jun 2004                                | Portugal – Nederland                       | 2–1                                        | EK-eindronde                               |                                            |
| 62                                         | 04 Jul 2004                                | Portugal – Griekenland                     | 0–1                                        | EK-eindronde                               |                                            |
| 63                                         | 04 Sep 2004                                | Letland – Portugal                         | 0–2                                        | WK-kwalificatie                            | Goal                                       |
| 64                                         | 08 Sep 2004                                | Portugal – Estland                         | 4–0                                        | WK-kwalificatie                            | Goal                                       |
| 65                                         | 09 Oct 2004                                | Liechtenstein – Portugal                   | 2–2                                        | WK-kwalificatie                            | Goal                                       |
| 66                                         | 13 Oct 2004                                | Portugal – Rusland                         | 7–1                                        | WK-kwalificatie                            | Goal                                       |
| 67                                         | 17 Nov 2004                                | Luxemburg – Portugal                       | 0–5                                        | WK-kwalificatie                            | Goal · Goal                                |
| 68                                         | 10 Feb 2005                                | Ierland – Portugal                         | 1–0                                        | Vriendschappelijk                          |                                            |
| 69                                         | 26 Mar 2005                                | Portugal – Canada                          | 4–1                                        | Vriendschappelijk                          | Goal                                       |
| 70                                         | 30 Mar 2005                                | Slowakije – Portugal                       | 1–1                                        | WK-kwalificatie                            |                                            |
| 71                                         | 04 Jun 2005                                | Portugal – Slowakije                       | 2–0                                        | WK-kwalificatie                            |                                            |
| 72                                         | 08 Jun 2005                                | Estland – Portugal                         | 0–1                                        | WK-kwalificatie                            |                                            |
| 73                                         | 17 Aug 2005                                | Portugal – Egypte                          | 2–0                                        | Vriendschappelijk                          |                                            |
| 74                                         | 03 Sep 2005                                | Portugal – Luxemburg                       | 6–0                                        | WK-kwalificatie                            | Goal · Goal                                |
| 75                                         | 07 Sep 2005                                | Rusland – Portugal                         | 0–0                                        | WK-kwalificatie                            |                                            |
| 76                                         | 08 Oct 2005                                | Portugal – Liechtenstein                   | 2–1                                        | WK-kwalificatie                            | Goal                                       |
| 77                                         | 12 Oct 2005                                | Portugal – Letland                         | 3–0                                        | WK-kwalificatie                            | Goal · Goal                                |
| 78                                         | 12 Nov 2005                                | Portugal – Kroatië                         | 2–0                                        | Vriendschappelijk                          | Goal                                       |
| 79                                         | 15 Nov 2005                                | Noord-Ierland – Portugal                   | 1–1                                        | Vriendschappelijk                          |                                            |
| 80                                         | 01 Mar 2006                                | Saoedi-Arabië – Portugal                   | 0–3                                        | Vriendschappelijk                          |                                            |
| 81                                         | 27 May 2006                                | Portugal – Kaapverdië                      | 4–1                                        | Vriendschappelijk                          | Goal · Goal · Goal                         |
| 82                                         | 03 Jun 2006                                | Luxemburg – Portugal                       | 0–3                                        | Vriendschappelijk                          |                                            |
| 83                                         | 11 Jun 2006                                | Angola – Portugal                          | 0–1                                        | WK-eindronde                               | Goal                                       |
| 84                                         | 17 Jun 2006                                | Portugal – Iran                            | 2–0                                        | WK-eindronde                               |                                            |
| 85                                         | 25 Jun 2006                                | Portugal – Nederland                       | 1–0                                        | WK-eindronde                               |                                            |
| 86                                         | 01 Jul 2006                                | Engeland – Portugal                        | 0–0                                        | WK-eindronde                               |                                            |
| 87                                         | 05 Jul 2006                                | Frankrijk – Portugal                       | 1–0                                        | WK-eindronde                               |                                            |
| 88                                         | 08 Jul 2006                                | Duitsland – Portugal                       | 3–1                                        | WK-eindronde                               |                                            |

## Erelijst
- Kampioen van Spanje: 2000
- Coupe de France: 2004
- Coupe de la Ligue: 2007
- Coupe de France: 2006
- 1995 Topscorer in Liga de Honra
- 2002 Topscorer in Ligue 1 (seizoen 2001-2002)
- 2004 French Cup
- 2004 Euro Cup 2004 Finalist
- 2006 French Cup
- 2006 Topscorer in Ligue 1 (seizoen 2005-2006)
- 2006 Topscorer during the qualifications for the World Cup 2006
- 2006 FIFA World Cup Fourth Place
- 2007 Topscorer in Ligue 1 (seizoen 2006-2007)